# Antonio Neira de Mosquera
Antonio Neira de Mosquera (Santiago de Compostela, 19 de març de 1818 o 1823 - la Corunya, 2 de juliol de 1853 o 1854), periodista i escriptor gallec.
Col·laborà als diaris gallecs Revista de Galicia, El Recreo Compostelano i La Situación de Galicia amb el pseudònim de Malatesta. A Galícia publicà la novel·la La marquesa de Camba (1842) i estrenà a La Corunya amb èxit el drama La razón de la sinrazón. Es traslladà a Madrid el 1846, on fou redactor d'El Tío Vivo (1845), El Imparcial i El Censor de Prensa. Col·laborà en el Semanario Pintoresco Español amb articles sobre Galícia que li serviren de base per a les seves Monografías de Santiago (1850), col·lecció de quadres històrics, polítics, costumbristes, d'art, tradicions i llegendes. També és autor de Las ferias de Madrid (1848) i El reinado de las musas (1851). Figura a Los españoles pintados por sí mismos amb "El gaitero gallego", al que descriu como un narrador de contes i alcavota d'amors difícils, animador de missa y romiatges, mai no falta en festes patronals, casoris i magostos.